# Sagina humifusa
Sagina humifusa là loài thực vật có hoa thuộc họ Cẩm chướng. Loài này được (Cambess.) Fenzl ex Rohrbach in Martius miêu tả khoa học đầu tiên năm 1872.